# غار قلعه‌جوق
غار قلعه جوق واقع در استان همدان و شهرستان فامنین در روستایی به نام قلعه جوق می‌باشد.
زمان دقیق حفر و ایجاد آن مشخص نیست ولی به احتمال قوی تاریخ ایجاد آن بنا به قبل از میلاد به دورهٔ مادها یا پیش از آن می‌رسد و به عنوان پناهگاه شاهکان کوچک ایرانی آن دوره بوده‌است.

## مشخصات غار
این غار در دیواره سنگی مشرف به دره سرسبز فرد جام قلعه جوق واقع گردیده‌است که دهانهٔ ورودی آن در حدود بیست متر از سطح زمین ارتفاع دارد و در شیب قایم دیواره سنگی ایجاد شده‌است. در ابتدای ورود دهانه‌غار حدود دو متر قطر دارد که باید از سوراخ بالای دهانه وارد بخش اصلی غار شد.
حفره ورودی به قطر حدود نیم متر الی ۷۵ سانتیمتر می‌باشد به‌طوری‌که امکان خروج ۲ نفر از آن وجود ندارد. پس از عبور از این حفره وارد بخش اصلی غار می‌شویم که عبارت است از دالانی بزرگ که در دو طرف آن اتاقهای کوچکی تعبیه شده‌است.
شایع است که بوعلی سینا مدتی در این غار زندانی بوده‌است و ابونصر امام همدانی، طاهربن محمد بن ابوالحسین نوه عبدالرحمن امام معروف همدان در این غار درگذشت و جنازه‌اش به همدان منتقل شد و در آنجا دفن گردید.
در قله کوه مقابل به این غار برجی وجود دارد که برای دیدبانی از آن استفاده می‌شده‌است. درگذشته دارای نردبان چوبی بلندی جهت دیدن داخل غار بود ولی به سبب آزار واذیتی که برای اهالی روستا داشته آن را برداشتند و در سال ۱۳۷۰ توسط اهالی، تیر چوبی بلندی جهت ورودبه غار تعبیه شد که به مرور ازبین رفت و اکنون بدون وسیله ورودی است. این غار در دوره ماد و به احتمالی دوره هخامنشی حفر شده.